# Сльозотворець
«Сльозотворець» (італ. Fabbricante di lacrime, англ. The Tearsmith) — італійська драматична мелодрама 2024 року, знята режисером Алессандро Дженовезі за однойменним романом Ерін Дум, із підлітковою цільовою аудиторією. Фільм вийшов на Netflix 4 квітня 2024 року. У головних ролях: Сімоне Бальдассероні, Катерина Феріолі, Сабріна Паравічіні.
Ніка та Рігель пережили нелегке дитинство. Опинившись у новій сім'ї після сиротинця, підлітки відчувають несподівані й непереборні емоції, які об'єднують їх ще більше.

## Синопсис
Восьмирічна Ніка лишилася сиротою після того, як її батьки згинули в автокатастрофі. Її доставляють до понурого сиротинця «Саннікрік», де вона подружилася з дівчинкою Аделіною. Через багато років Анна та Норман Мілліган удочеряють Ніку, а також всиновлюють примхливого підлітка Рігеля з того ж сиротинця. В новій родині Рігель вороже ставиться до Ніки. Через серію спогадів з'ясовується, що Рігель був єдиним улюбленцем директорки сиротинця, Маргарет, яка жахливо поводилася з дітьми.
У перший день навчання в школі Рігель б'ється з іншим учнем. Згодом школярі беруть участь у Дні саду, під час якого анонімно дарують одне одному троянди. Ніка отримує чорну троянду, що символізує болісне й одержиме кохання, а Рігель заперечує, що дарував цю квітку.
Школяр Лайонел запрошує Ніку на побачення, і Рігель пізніше б'ється з ним. Ніка дорікає Рігелю за його поведінку, і йому стає зле внаслідок вродженої травми мозку. Проте ця подія стає першим приводом для обох зблизитися. Спогад про «Саннікрік» показує, що одного разу, коли Маргарет збиралася покарати Ніку, Рігель порізав собі руку, щоб відвернути увагу директорки.
Аделіна відвідує будинок Мілліганів і каже Ніці, що хоче подати в суд проти Маргарет і їй потрібні свідчення Ніки. Проте Ніка відмовляється, боячись зіткнутися з власним минулим. Тієї ночі Ніка та Рігель збиралися поцілуватися, коли Лайонел стукає у двері. Лайонел підозрює, що Ніка та Рігель взаємно закохані, і каже їй, що люди не схвалюють стосунки між названими братом і сестрою. Рігель заявляє Ніці, що вона заслуговує кращого, здорового хлопця. Потім він каже Анні, що відмовляється від усиновлення нею, і йде з дому.
Під час шкільних танців Лайонел намагається зґвалтувати Ніку в класі, але втручається Рігель. Ніка та Рігель цілуються та займаються сексом у класі. Покинувши танці, розлючений Лайонел намагається переїхати їх своїм авто на мосту, але вони рятуються, стрибнувши в річку.
Ніка отямлюється в лікарні, а Рігель перебуває в комі. Ним опікується Маргарет, оскільки Міллігани відмовилися від усиновлення. Маргарет звинувачує Ніку в травмі Рігеля й застерігає, щоб вона трималася подалі від хлопця. Тоді Ніка наважується свідчити проти Маргарет у суді. Засідання відбувається на користь Маргарет, однак Анна підтримує Ніку. Повернувшись у залу суду, Ніка розповідає як Рігель щодня бачив знущання над іншими дітьми і це позбавило його уявлення, що таке любов.
Ніка поспішає до лікарні, де каже непритомному Рігелю, що вони виграли справу і Маргарет більше не керуватиме сиротинцем. Рігель прокидається від коми. Через декілька років Ніка і Рігель щасливі в шлюбі і мають дочку.

## Акторський склад
| Актор                               | Роль                                                  |
| ----------------------------------- | ----------------------------------------------------- |
| Сімоне Бальдассероні (репер Бйондо) | Рігель Вайльд                                         |
| Катерина Феріолі                    | Ніка Доув (Дове)                                      |
| Сабріна Паравічіні                  | Маргарет Стокер директорка дитячого будинку Саннікрік |
| Алессандро Бедетті                  | Лайонель закоханий у Ніку                             |
| Роберта Ровеллі                     | Анна Мілліган прийомна мати Рігеля та Ніки            |
| Орландо Чінкве                      | Норман Мілліган прийомний батько Рігеля та Ніки       |
| Еко Андріоло                        | Аделіна подруга дитинства Ніки                        |
| Нікі Пассарелла                     | Біллі подруга Ніки                                    |
| Свева Романа Канделлетта            | Мікі подруга Ніки                                     |
| Жужу Ді Доменіко                    | Азія                                                  |
| Стефано Марія Массарі               | Пітер Коррін                                          |
| Лаура Балді                         | Далма                                                 |
| Еудженіо Краусс                     | чоловік Далми                                         |
| Антоніо Гіслері                     | Фелпс                                                 |
| Арон Тевельде                       | пан Кірілл                                            |

### Український дубляж
Український дубляж фільму для Netflix виконали студії «Так Треба Продакшн» та VSI, режисер дубляжу Наталія Надірадзе, перекладач Юлія Почінок, спеціаліст зі зведення звуку Дмитро Скриль, менеджер проєкту Наталя Філіппова. Акторський склад: Вікторія Тишкевич (Ніка Довер), Тетяна Руда (Анна Мілліган), Максим Санчик (Рігель Вайльд), В'ячеслав Хостікоєв (Лайонелл), Єлизавета Мастаєва (Біллі), Анна Артем'єва, Олена Бліннікова, Руслан Драпалюк, Наталія Задніпровська, Яна Кривов'яз, Анастасія Павленко, Владислав Пупков, Тимур Ребрик, Анна Сєдова, Єсєнія Селезньова, Кирило Татарченко, Володимир Терещук, Людмила Чиншева, Олександр Шевчук.

## Виробництво
У 2021 році видавництво Magazzini Salani опублікувало книгу «Fabbricante di lacrime», яка стала бестселером 2022 року в Італії. Після успіху роману Ерін Дум (псевдонім «Матильда»), в середині 2022 року Colorado Film придбала права на екранізацію. Зйомки проходили в Римі, Пескарі та Равенні з лютого по червень 2023 року.
Бюджет фільму склав 7 млн доларів США.

### Музика
У фільмі звучать такі пісні, як «Budapest» Джорджа Езри, «Vampire» Олівії Родріґо та «I Love You» Біллі Айліш.

## Випуск
Netflix придбав права на розповсюдження фільму у вересні 2023 року. 20 лютого 2024 року випущений тизер фільму, а 14 березня 2024 року — офіційний трейлер.

## Сприйняття
Аврора Амідон з «Paste» назвала фільм «передбачуваним», але «розважальним у свій власний дикий і несподіваний спосіб». Вона високо оцінила гру Феріолі та Бальдассероні, а також постановку фільму. Джонні Лофтус з «Decider» писав: «З погляду хімії, Катерина Феріолі та Сімона Бальдассероні мають свої моменти, що стосується розчарованих закоханих, які намагаються знайти свою мету разом. Цілком можливо вболівати за них. Але обставини, які зображені у фільмі, вивели нас далеко-далеко від безпосередньої історії, і особливо заважають романтиці».
Лівія Паккаріє з «The Hollywood Reporter Roma» назвала фільм «заплутаною сумішшю кліше на півдорозі між „Олівером Твістом“ і „Сутінками“». Маріанна К'ярланте з «Today» повторила ці почуття, назвавши фільм «розчаруванням» і «дивною сумішшю кліше, токсичної любові та банальностей». Лоренца Неґрі з «Wired Italia» назвала фільм «об'єктивно поганим» і «здебільшого смішним», але високо оцінила доброзичливість у сюжеті «стосовно пригнічених, зневажених і байдужих поколінь, які підпадають під мішень роботи [Дум]». Симона Тавола з Cinefilos.it оцінила фільм у дві з половиною зірки з п'яти, назвавши його фільмом, «розробленим лише для аудиторії покоління Z», але «пакет вище середнього […] молодий жанр для дорослих».